# Операция „Мо“
Операция „Мо“ (на японски: MO作戦) е военен план на Япония по време на Новогвинейската кампания на Втората световна война.
Той предвижда провеждането на морски десант край Порт Морсби и превземането на града. Японците привеждат плана в изпълнение през май 1942 година, но придвижващият се към Порт Морсби флот е пресрещнат от кораби на Съединените щати в Битката в Коралово море. Макар в нея японците да постигат известен успех, те са принудени да се оттеглят и да се откажат от Операция „Мо“. По-късно те правят опит да превземат Порт Морсби по суша с Кокодската операция, която също завърша безуспешно.